# Johann Adolph von Kielmansegg (1668–1717)
Johann Adolph Freiherr von Kielmansegg (* 30. September 1668 vermutlich in Schleswig; † 25. November 1717 in London) war ein deutscher Hofbeamter.

## Kindheit und Jugend
Johann Adolph von Kielmansegg war ein Sohn von Friedrich Christian von Kielmansegg und dessen Ehefrau Maria Elisabeth, geborene von Ahlefeldt. Sein Geburtsort war vermutlich Schleswig, wo nachweislich mehrere seiner Brüder zur Welt kamen. Er verbrachte die Kindheit im Haus seiner Eltern, das sich vermutlich zunächst in Schleswig und auf Kohöved befand. 1675 wurden sein Vater, dessen Brüder und sein Großvater, der Gottorfsche Kanzler Johann Adolph Kielmann von Kielmannsegg, in Kopenhagen gefangengesetzt. Sein Großvater starb in Gefangenschaft, seine Söhne wurden entlassen, fielen aber wenig später bei Herzog Christian Albrecht von Schleswig-Holstein-Gottorf in Ungnade. Sie verließen Schleswig-Holstein und ließen sich zunächst in Hamburg nieder. Johann Adolphs Vater trat bald darauf in dänische Dienste. Er wurde 1679 in den Reichsfreiherrenstand erhoben und zum kaiserlichen Rat ernannt. Im selben Jahr bezog die Familie das Wandsbeker Schloss.
Gemeinsam mit seinem älteren Bruder Christian August und dem nächstjüngeren Nikolaus Friedrich begab Johann Adolph sich im September 1684 auf die für junge Adlige übliche Bildungsreise, die zunächst über Berlin und Dresden nach Leipzig führte. Die Reiseleitung übernahm der Hofmeister Johann Friedrich Meley. Der Vater gab ihnen umfangreiche Anweisungen und eine Aufzählung mit lesenswerten lateinischen, französischen, italienischen und spanischen Titeln mit. In Tübingen studierten die Brüder Jura und besuchten das Collegium illustre, an dem sie das höfische Leben erlernen sollten. 1687 lebten sie ungefähr ein halbes Jahr in Paris. Von dort reisten sie nach Venedig, Rom und Neapel. Die Rückreise erfolgte über Marseille, Montpellier und Den Haag. Im November 1688 erreichten sie wieder Wandsbek. Von Kielmansegg lebte hier mehrere Jahre. Was er während dieser Zeit tat, ist unbekannt.

## Am Hof in Hannover
Um 1692 stellte sich von Kielmansegg in den Dienst des Herzogtums Braunschweig-Lüneburg mit Sitz in Hannover. Einer der Gründe hierfür dürfte gewesen sein, dass Herzog Ernst August von Braunschweig-Lüneburg-Calenberg in diesem Jahr Kurfürst geworden war und damit sowohl seinen Hof als auch seine Verwaltung vergrößerte. Ernst August kam nun auch eine herausgehobene Position in Koalitionen und Konflikten mit Ludwig XIV. zu. Von Kielmansegg fand daher hier bessere Voraussetzungen für seine berufliche Laufbahn als an den Höfen Schleswig-Holsteins in Gottorf oder Kopenhagen. Aufgrund der Historie seiner Familie wäre ihm eine Karriere bei den dortigen Landesherren vermutlich ohnehin nicht möglich gewesen.
Am Hannoverschen Hof wurde von Kielmansegg schnell Kurjunker. Dank besonderer Förderung durch Kurprinz Georg Ludwig (1660–1727) wurde er 1696 Kammerjunker, nach dessen Regierungsantritt 1698 Kammerherr.
Die einflussreichste Person während dieser Zeit war Franz Ernst von Platen. Er war mit der schönen und ehrgeizige Clara Elisabeth, der langjährigen Mätresse von Herzog Ernst August und Mutter dessen außerehelichen Tochter Sophie Charlotte, verheiratet. In der Familie galt das Mädchen auch ohne offizielle Anerkennung durch von Platen als legitime Halbschwester. 1698 reiste von Kielmansegg als Diplomat nach London. Mehrere seiner Schreiben an Platen aus dieser Zeit zeigen, dass dieser ihm vertraute. Daher schrieb von Kielmansegg in lockerem Tonfall mit familiärem Einschlag. Ende 1698 verlobte sich von Kielmansegg mit Sophie Charlotte von Platen, die ein Kind von ihm erwartete. Franz Ernst von Platen lehnte die Verlobung eigentlich ab, da die Stieftochter nicht standesgemäß heiratete, stimmte aufgrund der Schwangerschaft jedoch zu. Eine Geburt in den Folgemonaten ist allerdings nicht dokumentiert. Das Ehepaar bezog ein von Platen gehörendes Haus nahe dem Schloss des Kurfürsten, das von Kielmansegg später erbte. Später ließen sich die Eheleute vor der Stadt das Lustschloss „Fantaisie“ bauen. Hier lebten sie ab 1709 in reger Gesellschaft. Das gute Verhältnis seiner Frau zu ihrem Halbbruder Georg Ludwig war auch Kielmanseggs Karriere förderlich.

## Übernahme der väterlichen Amtsgeschäfte
Von Kielmanseggs Vater führte einen Prozess der Familie gegen die Erben von Aegidius Hennings aus Hamburg. Dabei ging es um einen größeren Betrag, den der Großvater Johann Adolph Kielmann von Kielmannsegg diesem als Handelsagenten anvertraut hatte. Um 1703 führte Johann Adolph von Kielmansegg den Rechtsstreit weiter. 1711 erzielte er einen Teilerfolg: Das Reichskammergericht entschied, dass Hennings' Schwiegersohn Paul Kohlblatt das Gut Schrevenborn in Heikendorf an die von Kielmanseggs abgeben müsse. Ab diesem Zeitpunkt bezeichnete sich von Kielmansegg als „Erbherr auf Schrevenborn“. Da Kohlblatt erfolgreich Einspruch beim Reichshofrat einlegte, bekam von Kielmansegg das Gut jedoch nie. 1717 erhielt stattdessen sein Sohn einen Geldbetrag als Ausgleich für das Gut.
Kurfürst Georg Ludwig beförderte von Kielmansegg 1703 zum Vize-Oberstallmeister. Königin Sophie Charlotte von Preußen, die eine Schwester Georg Ludwigs war, lud die Eheleute 1704 ein, den Sommer als Gäste auf Schloss Lietzenburg zu verbringen. 1706 kam Kronprinz Friedrich Wilhelm I. zur Verlobung mit Georg Ludwigs Tochter Sophie Dorothea nach Herrenhausen. Von Kielmansegg diente als dessen Begleiter. Im Sommer und Herbst 1708 sowie 1709 reiste von Kielmansegg mit Kurfürst Georg Ludwig an den Rhein. Hier kommandierte der Kurfürst zwei Kampagnen der Reichsarmee gegen französische Truppen. Darüber hinaus standen er und seine Frau in freundschaftlicher Beziehung zu Prinz Ernst August, der der jüngste Bruder Georg Ludwigs war.
Aufgrund von Halsbeschwerden reiste von Kielmansegg mit dem Prinzen im Winter 1709/10 nach Venedig. Hier lernten sie den jungen Georg Friedrich Händel kennen, der mit seiner Oper Agrippina große Erfolge feierte. Händels Biograph John Mainwaring schrieb hierzu, vermutlich von Händel direkt informiert, dass von Kielmansegg ausschlaggebend gewesen sei, dass Händel an den Hof von Hannover kam. Händel ging im Frühsommer 1710 als Hofkapellmeister nach Hannover. Der dortige Hof hatte aber keine Oper, sondern bot nur Kammermusik. Händel beschäftigte sich während dieser Zeit jedoch ausschließlich mit der Oper. Dies könnte ein Grund gewesen sein, warum er vor Dienstantritt einen längeren Urlaub vereinbarte. Von Kielmansegg vermittelte während dieser Absprachen. Händel reiste daraufhin im Spätsommer 1710 nach London, wo er sofort erfolgreich war. Im Sommer 1711 kam er erneut nach Hannover und bekam 1712 nochmals einen langen Urlaub, aus dem er nicht zurückkehrte. Von Kielmannsegg überbrachte ihm im Frühsommer 1713 die Kündigung des Kurfürsten. Der Kurfürst kündigte Händel vermutlich nicht primär aufgrund dessen eigenmächtig verlängertem Aufenthalt am englischen Hof. Vielmehr dürfte ihn verärgert haben, dass Händel für die englische Königin Anne oder zu deren Huldigung ein Te Deum schrieb. Dieses sollte 1713 bei der Feier des Friedens von Utrecht zu hören sein. Georg Ludwig sah seine eigene Politik durch diesen Bruch der Engländer mit der Koalition mit den Niederlanden und dem Kaiser gefährdet. Außerdem fürchtete er, dass seine Position in den Auseinandersetzungen der europäischen Machthaber geschwächt werden könne. Der kurfürstliche Resident in der englischen Hauptstadt konnte erreichen, dass Händels Kündigung nicht als Akt der Ungnade gedeutet wurde. Dabei vermittelte anscheinend von Kielmansegg.

## Am Hof in London
Im August 1714 starb die britische Königin Anne, ohne Kinder zu hinterlassen. Aufgrund des Erbganges folgte ihr Kurfürst Georg I. Von Kielmansegg reiste mit diesem im Oktober in die britische Hauptstadt. Während der Krönungszeremonie übernahm er das Amt des Oberstallmeisters („Master of the Horse“). Als Zeichen der Gunst des Königs erhielt Kielmansegg den Krönungsstuhl (Chair of Estate) und die Pergament-Ausfertigung der ersten Rede Georgs I. vor dem britischen Parlament. Die Familie zog wenig später nach. Im Sommer 1715 reiste von Kielmansegg nach Hamburg, wo das Erbe seines verstorbenen Vaters geteilt wurde. Danach kam er offenbar nicht wieder nach Norddeutschland.
In der Politik erreichte von Kielmansegg keine bedeutenden Positionen mehr. Er gehörte zu einem kleinen Gremium von Beamten des Hannoveraner Hofes, die im direkten Umfeld des Königs wirkten. Vermutlich aufgrund eines Mitspracherechts der Regierung ernannte Georg I. von Kielmansegg nicht dauerhaft zum Master of the Horse. Mit Rücksicht auf seinen Schwager setzte er jedoch auch keinen anderen Oberstallmeister ein. Offiziell fungierte von Kielmansegg als Vize-Oberstallmeister und Beamter des braunschweig-lüneburgischen Hofes. Da er ein enges Vertrauensverhältnis mit dem König pflegte, betrachtete man ihn in der britischen Hauptstadt jedoch als königlichen Oberstallmeister.
Auf Wunsch des Königs organisierte von Kielmansegg im Juli 1717 ein festliches Konzert. Für die Kosten kam er selbst auf. Für diesen Anlass komponierte Händel die Wassermusik, die auf der Themse aufgeführt wurde. Mainwaring schrieb hierzu, dass von Kielmansegg dadurch die gestörte Beziehung zwischen dem König und dem Komponisten verbessert habe, was jedoch nicht stimmte. Tatsächlich war ihr Verhältnis in London von Anfang an gut. Von Kielmansegg starb wenige Monate nach diesem Konzert. Dass von Kielmansegg kurz vor seinem Tod den Besuch eines Geistlichen ablehnte, lässt vermuten, dass das gesellige Leben teilweise mit dem Freidenkertum in Zusammenhang stand.

## Familie
Von Kielmansegg hatte zwei Töchter und vier Söhne. Zu ihnen gehörte der General und Gutsbesitzer Georg Ludwig von Kielmansegg.